# غازبرومبانك
غازبرومبانك هو بنك روسي مملوك للقطاع الخاص، وهو ثالث أكبر بنك في البلاد من حيث الأصول.